# Anna taskomakare
Anna taskomakare, född cirka 1480, död efter år 1528, var en svensk borgare. Hon tillhörde de ledande borgarna i Stockholm under 1520-talet. 
Anna taskomakare var dotter till förmögna borgare i Stockholm vars namn är okända, och var tillsammans med sin bror Simon Skräddare sina föräldrars arvtagare; år 1513 sålde brodern ett stenhus som hade tillhört deras föräldrar. Hon gifte sig vid okänd tidpunkt med en väskmakare, det vill säga "taskomakare", vars namn är okänt, och det är känt att hon var verksam i makens affärsverksamhet. 
Anna förlorade både sin make och bror då de avrättades under Stockholms blodbad år 1520. Hon ärvde då allt efter sin make och hälften efter sin bror, tillsammans med dennes änka Margit Priwalk. Som änka övertog hon makens affärsverksamhet, och fick även kapital att bli verksam som fastighetsägare. 
Hon köpte, renoverade och byggde ut fastigheter i Stockholm och sålde eller hyrde sedan ut dessa till andra borgare. Hon var också verksam som köpman och handlade med järn från Arboga och koppar från Kopparberg. Hon fick år 1528 ett stenhus av kungen, som före reformationen i Sverige hade tillhört Sankta Katarina-gillet, som kompensation sedan kungen hade konfiskerat en last av 30 skeppund koppar och 10 läster järn. Detta var det sista året hon omnämns, och det är okänt när hon avled. 